# تشيرنوشكا
تشيرنوشكا (بالروسية: Чернушка) هي إحدى مدن روسيا في الكيان الفدرالي الروسي بيرم كراي، وهي تقع على نهر بيستري تانيب.